# محمد مصطفى الياقوتي
محمد مصطفى الياقوتي وزير دولة السودان للإرشاد والأوقاف سابقًا

## حياته العلمية
بكالوريوس الشريعة والقانون، أصول الفقه (الدبلوم العالي - الماجستير - الدكتوراه)

## المناصب
- وزير دولة السودان للإرشاد والأوقاف سابقًا.
- رئيس المجلس الأعلى للدعوة سابقًا.
- عضو هيئة علماء السودان.
- شيخ طريقة صوفية (الخلوتية)
- عضو الأمانة العامة لدور وهيئات الإفتاء بالعالم في القاهرة.
- رئيس مركز الشيخ محمد مصطفى الياقوتي الدعوى والتربوي.

## المؤلفات
1. الاجتهاد والتجديد (جدلية النسبية والكفاية)
2. أثر السياقات على تأويل النص الشرعي
3. اختلال المرجعية عند الجماعات التكفيرية
4. نظرات في طرائق الاستنباط
5. المسؤولية العمرانية المشتركة وحتمية التلاقي
6. التأثير المقاصدي على تفسير النصوص (دراسة تطبيقية: الفوائد البنكية والمرابحة نموذجًا)
7. جدلية الانقسام وآليات الفهم والاستيعاب
8. لا إكراه في الدين
9. البدعة ليست دليلا شرعيًّا
10. فحص مستندات الجماعات التكفيرية
11. منهج السلف في فهم المتشابه من الكتاب والسنة
12. خبر الواحد عندما يخالف القياس
13. العمل بالحديث الضعيف في الحلال والحرام
14. شرح على نخبة الفكر في مصطلح الحديث
15. شرح على رياض الصالحين
16. التصوف وأثره على سلوك الفرد والمجتمع
17. ملامح من مناهج التزكية عند السادة الصوفية
18. إعلام النبلاء بجواز مصافحة النساء
19. سلوك المريد في معارج المقربين
20. الأغاريد (ديوان شعر)

وله عشرات السهرات والحوارات التلفزيونية، وصاحب برنامج درس الجمعة بقناة النيل الأزرق الفضائية.
كما أن له مجموعة من الدروس في الأصلين، والتصوف، والحديث والفقه.